# Dobrovelychkivka
Dobrovelychkivka (en ucraniano: Добровеличківка, en ruso: Добровели́чковка) es un asentamiento ucraniano ubicado en el Raión de Novoukrainka en el Óblast de Kirovogrado.

## Historia
Hasta el 18 de julio de 2020, Dobrovelychkivka fue el centro administrativo de Raión de Dobrovelychkivka. El raión se abolió en julio de 2020 como parte de la reforma administrativa de Ucrania, que redujo el número de riones del Óblast de Kirovogrado a cuatro. El área del Raión de Dobrovelychkivka se fusionó con el Raión de Novoukrainka.